# Сонячне (Сімферопольський район)
Со́нячне (крим. Sonăçne) — село Сімферопольського району Автономної Республіки Крим.